# L'avventuriero (serie televisiva)
L'avventuriero (The Adventurer) è una serie televisiva britannica in 26 episodi andati in onda per la prima volta nel corso di una sola stagione dal 1972 al 1973 sulla rete Associated Television.

## Trama
Gene Bradley (Gene Barry) è all'apparenza un personaggio dello spettacolo. In realtà è una spia che ha il compito di indagare sui personaggi del jet set internazionale per conto del governo statunitense.
Il tema musicale della sigla venne composto da John Barry, autore, tra le altre, di Attenti A Quei Due (The Persuaders)

## Personaggi
- Gene Bradley (26 episodi, 1972-1973), interpretato da Gene Barry.
- Mr. Parminter (26 episodi, 1972-1973), interpretato da Barry Morse, un contatto di Steve.
- Diane Marsh (11 episodi, 1972-1973), interpretata da Catherine Schell.
- Gavin Jones (10 episodi, 1972-1973), interpretato da Garrick Hagon, agente amico di Steve.
- Brandon (3 episodi, 1972-1973), interpretato da Dennis Price.
- Vince (2 episodi, 1972-1973), interpretato da Stuart Damon.
- Johnny Morrison (2 episodi, 1972-1973), interpretato da Burt Kwouk.
- Jane (2 episodi, 1972), interpretata da Sue Gerrard.

## Episodi
| Stagione       | Episodi | Prima TV originale |
| -------------- | ------- | ------------------ |
| Prima stagione | 26      | 1972-1973          |